# Haemalea
Haemalea is een geslacht van vlinders van de familie spanners (Geometridae), uit de onderfamilie Sterrhinae.

## Soorten
- H. delotaria Hübner, 1822
- H. imitans Dognin, 1900
- H. lophopleura Prout, 1938
- H. partita Dognin, 1900